# Citharischius crawshayi
Citharischius crawshayi är en spindelart som beskrevs av Pocock 1900. Citharischius crawshayi ingår i släktet Citharischius och familjen fågelspindlar.
Artens utbredningsområde är Kenya. Inga underarter finns listade i Catalogue of Life.